# Провулок Вишневий (Черкаси)
Провулок Вишне́вий — провулок в Черкасах.

## Розташування
Провулок короткий і простягається у південно-східному напрямку. Починається він від вулиці Кобзарської, перетинає вулицю Сінну і проходить до вулиці Симиренківської.

## Опис
Провулок заасфальтований. Забудований здебільшого приватними будинками, однак за номером 8 розташований колишній 9-й навчальний корпус ЧДТУ у приміщенні колишнього дошкільного навчального закладу «Вишенька», а за номером 33 — двоповерховий багатоквартирний будинок. Навпроти цього будинку знаходяться автомагазин та кафе-бар «Вишневий».

## Походження назви
Провулок був утворений 1959 року і названий так через те, що здебільшого засаджений деревами вишні.

## Джерела

Колишні навчальний корпус ЧДТУ